# Alfred Lothar Wegener
Alfred Lothar Wegener, nemški astronom, meteorolog, klimatolog, geolog, paleontolog in raziskovalec, * 1. november 1880, Berlin, Nemčija, † 2. november 1930, Grenlandija.

## Življenje in delo
Wegener je leta 1905 doktoriral iz astronomije na Univerzi v Berlinu.
Leta 1912 si je zamislil teorijo o premikanju celin na Zemlji, ki so ga pozneje ugotovili in potrdili. Ugotovil je, da se obalni črti obeh strani Atlantskega oceana približno ujemata in da trikotna oblika južnih celin, vključno z Avstralijo s Tasmanijo in Indijo, kaže na to, da so bili nekoč spojeni v enotno kopensko maso. Umrl je na Grenlandiji, kamor je vodil odpravo, ki naj bi pokazala, da se Grenlandija še vedno pomika proti vzhodu, proč od Severne Amerike.
Njegovih zamisli najprej niso upoštevali in so jih celo zasmehovali saj so ga imeli za norega. Njegova teorija je bila 40 let pozabljena. Njegove zamisli so postale osnova teorije o tektoniki plošč. Trdil je, da celine potujejo po Zemljini površini in da so nekoč vse sestavljale veliko celino, ki jo je imenoval Pangea ali Vsezemlja. Zemlja je nastala pred približno 4.600 milijoni let. Najstarejše znane kamnine zemeljske skorje, ki so jih našli na Grenlandiji, so stare približno 3.800 milijonov let. Od tega časa pa do konca arhaika se je izoblikovala zemeljska skorja. Celine so se verjetno začele premikati pred približno 3.700 milijoni let. Na začetku kambrija pred 570 milijoni leti je ležala večina celin južno od ekvatorja in obdana s Tetido (Tetisom). Kasneje se je začel del, ki vključuje tudi ozemlje današnjega Britanskega otočja in Severno Evropo pomikati proti severu. Pangea je razpadla na danes znanih 5 celin. Na splošno je veljalo, da je pred karbonom obstajala samo Pangea. Zamisel o bočnem premikanju celin pripisujejo tudi Franku Bursleyju Taylorju (1860-1938) in Howard B. Bakerju (1908). Zamisel je že leta 1858 objavil tudi Antonio Snider-Pellegrini. Tudi Abraham Ortelius (1527-1598) je leta 1596 razmišljal o tem, da sta bili Ameriki nekoč daleč stran od Evrope in Afrike. Wegener pa je svojo teorijo objavil leta 1915.
Leta 1960 so nova spoznanja napotila geologe v Angliji in Avstraliji, da so znova sprejeli njegovo teorijo. Natančno so preiskali magnetizem kamnin in izračunali položaj magnetnega pola vse do 500 milijonov let nazaj. Meritve so pokazale, da se pol stalno premika. To samo po sebi ne bi bilo še nič razburljivega. Šok je prišel šele, ko so svoje podatke primerjali s tistimi z drugih celin. Po njih so kamnine posameznih zemeljskih delov kazale različne pole, čeprav so se časovno ujemale. Za to je bila le ena razlaga. Niso se premikali zemeljski poli, ampak posamezni deli Zemlje glede na magnetni pol. Vsi niso bili prepričani o tem, vendar pa naj bi bil magnetizem dokončni dokaz za premikanje celin. Če se celine oddaljujejo druga od druge, na primer Južna Amerika in Afrika, potem nastane nova kamnina nekje vmes, v tem primeru sredi Tihega oceana. To teorijo je leta 1960 razvil Harry Hammond Hess, potrdila pa sta jo leta 1963 Drummond Hoyle Matthews in njegov učenec Frederick John Vine. Tako je Wegenerjeva teorija s teorijo o tektoniki plošč postala osnovni del sodobne geologije.
Wegener je pomemben tudi s svojimi raziskavami arktičnih vremenskih pogojev.

## Priznanja
Poimenovanja
Po njem se imenuje Inštitut za polarne in pomorske raziskave Alfreda Wegenerja (Alfred-Wegener-Institut für Polar- und Meeresforschung (AWI)) v Bremerhavnu, Nemčija, ustanovljen leta 1980.
Po njem se imenujeta udarna kraterja na Luni (Wegener) in na Marsu (Wegener), kakor tudi asteroid glavnega pasu 29227 Wegener.

## Dela
- Thermodynamik der Atmosphäre (1911)
- Die Entstehung der Kontinente und Ozeane (1915)
- Thermodynamik der Atmosphäre (1911, 1924),
- Die Entstehung der Kontinente und Ozeane (1915, 1929),
- Wind- und Wasserhosen in Europa (1917),
- Das detonierende Meteor vom 3. April 1916, 3 1/2 Uhr nachmittags in Kurhessen (1917, 1918),
- Der Farbenwechsel grosser Meteore (1918 ),
- Durch die weiße Wüst (1919),
- Versuche zur Aufsturztheorie der Mondkrater (1920),
- Die Entstehung der Mondkrater (1921),
- Pilotballonaufstiege auf einer Fahrt nach Mexiko März bis Juni 1922,
- Die Klimate der geologischen Vorzeit (1924, skupaj z W. Keppnоm),
- Theorie der Haupthalos (1926),
- Vertraulicher Bericht über die Grönland-Expedition 1929,
- Die Entstehung der Kontinente und Ozeane (1929),
- Vorlesungen über Physik der Atmosphäre (1935),
- Mit Motorboot und Schlitten in Grönland (1935).